# Prairies d'herbes hautes des Flint Hills
Localisation
Les prairies d'herbes hautes des Flint Hills forment une écorégion terrestre des Grandes plaines nord-américaines définie par le Fonds mondial pour la nature (WWF). Elle appartient au biome des prairies, savanes et brousses tempérées de l'écozone néarctique et s'étend sur dix comtés du Kansas et un de l'Oklahoma, dans la région des Flint Hills (également appelées « Bluestem Pastures » ou « Blue Stem Hills » ). Elle correspond à l'écorégion « Flint Hills » de l'Agence de protection de l'environnement (EPA).

## Histoire
Les Flints Hills ont été ainsi nommées par l'explorateur Zebulon Pike en 1806 pour les galets de silex (en anglais "flint") qu'il a découverts dans la savane. À partir du milieu du XIXe siècle, les colons ont remplacé les Indiens. En raison de la rocaille dans le sol, l'agriculture n'est pas pratiquée, et l'élevage du bétail est devenu la principale activité agricole dans la région. Cette écorégion conserve la plus grande surface de prairie à herbes hautes dans le monde. C'est une région à faible densité de population. Manhattan en est la plus grande ville, et les plus grands ranchs du Kansas et de l'Oklahoma s'y trouvent.
Trois réserves y ont été créées : la Tallgrass Prairie National Preserve et la Konza Prairie au Kansas et enfin la Tallgrass Prairie Preserve qui contient la plus grande population de bisons de l'Oklahoma.

Dans son roman Bien-être, paru en 2024, Nathan Hill évoque ainsi la prairie du Kansas :

« Jack essaie d'imaginer à quoi ressemblait la prairie avant l'arrivée des fermes : une herbe plus haute que lui, pareille à une houle, ondulant sous les infatigables vents d'été, un paysage identique dans toutes les directions, un horizon parfaitement lisse. Tout ça n'existait plus. Il se demande si c'est aussi pour ça qu'en traversant les Flint Hills les voyageurs ne voient rien : peut-être que nous qualifions de "rien" ce dont on veut éviter de savoir qu'il a été perdu. »

## Géologie
Les collines ont été créées il y a environ 250 millions d'années, durant le Permien alors qu'une partie du Middle West, dont le Kansas et l'Oklahoma, était couverte par la mer. En conséquence, les collines des Flint Hills sont principalement composées de calcaires et de schistes, abritant de très nombreux fossiles marins. 
Parmi les calcaires riches en silex, la strate la plus intéressante est probablement celle des calcaires de Florence, épaisse d'approximativement 15 mètres ; de nombreuses tranchées ont été réalisées dans ces strates le long de la route Interstate 70 dans le comté de Riley, au Kansas.
Des blocs de calcaire, sans silex, de couleur miel sont exploités pour la construction.

## Environnement
Son sol rocailleux l'a préservé des plantations humaines. Son écosystème historique a cependant été influencé par les feux et le pâturage qui ont favorisé les grandes herbes au détriment des arbres. 
Cette écorégion abritait des grands mammifères comme les wapitis, les bisons d'Amérique du Nord et les coyotes. Aujourd'hui seuls les bisons subsistent. L'oiseau le plus original est le tétras cupidon car durant la période nuptiale, les mâles forment des aires de parade.